# Phùng Tuấn Vũ
Phùng Tuấn Vũ (1958), là một nhạc sĩ ghi-ta xuất sắc của Việt Nam. Ông nổi danh trong thập niên 1980 nhờ tài độc tấu ghi-ta thùng cho các loại nhạc cổ điển, dân ca và hiện đại. Ông đã góp phần đào tạo cả một thế hệ nhiều nhạc sĩ ghi-ta cổ điển nổi danh sau này. Ông định cư tại Hoa Kỳ từ tháng 11 năm 2003.

## Tiểu sử
Phùng Tuấn Vũ, sinh năm 1958 tại Sài Gòn.
Năm 7 tuổi ông bắt đầu học ghi-ta. Tới năm 10 tuổi, ông theo học nhạc sư danh tiếng Hoàng Bửu. Năm 13 tuổi, ông theo thầy lên trình tấu guitar cổ điển tại Đài Truyền hình Sàigòn, được báo chí và nhân dân mến tặng danh hiệu "THẦN ĐỒNG GUITAR VIỆT NAM".
Từ năm 1969-1976 ông học tại Trường Trung học Võ Trường Toản (Sài Gòn).
Năm 1973, ông được biểu diễn cùng với nữ danh cầm người Mỹ, Alice Artzt, nhân dịp bà đến biểu diễn tại Hội Việt Mỹ Sài Gòn.
Năm 1974, Phùng Tuấn Vũ ra mắt công chúng lần đầu tiên tại Viện Văn Hoá Đức Sài Gòn. Trong buổi biểu diễn này, ông là người Việt Nam đầu tiên đàn toàn bộ một suite của Bach và một quintet cho guitar và đàn dây của Giuliani.
Năm 1976, thi đậu vào khoa Hóa trường Đại học Bách khoa, nhưng với lòng đam mê âm nhạc, ông quyết định chọn học khoa sáng tác, Nhạc Viện Sài Gòn.
Năm 1979, Phùng Tuấn Vũ chính thức mở lớp dạy guitar cổ điển, góp phần đào tạo hàng loạt tên tuổi mới của guitar Việt Nam sau này. Một số đã thành danh như nhạc sĩ Dương Kim Dũng, nay là trưởng khoa guitar Nhạc Viện Sài Gòn, nhạc sĩ Hoàng Trọng Thụy, Nguyễn Trí Đoàn, Trần Hoài Phương, Nguyễn Thanh Huy...
Ngoài trình tấu, ông còn sáng tác và chuyển soạn ca khúc cho đàn guitar. Hai tác phẩm Fantasy "Se Chỉ Luồn Kim" và Biến Tấu dựa trên dân ca Tây Nguyên "Em ơi biết chăng" đã được nhà xuất bản Mel Bay (Mỹ) phát hành trong tuyển tập Exotic Guitar, do danh cầm người Nam Tư Uros Dojcinovic biên tập. Hai bài nhạc nêu trên cũng đã đoạt giải bài Việt Nam hay nhất trong những kỳ thi guitar được tổ chức trong nước.
Năm 1999, ông cho ra đời album Như cánh vạc bay, là CD độc tấu guitar cổ điển đầu tiên tại Việt Nam.
Tháng 11 năm 2003, ông sang định cư ở Hoa Kỳ.
Sau khi định cư ở Mỹ, ông đã trình diễn tại Orange County, California và Houston, Texas. Đây là lần đầu tiên nhạc sĩ Phùng Tuấn Vũ ra mắt khán giả tại bắc California. Đặc biệt đêm GUITAR RECITAL PHUNG TUAN VU tổ chức tại Hý Viện San Jose 25/9/2004 đã để lại nhiều ấn tương.